# Antonow An-181
Die Antonow An-181 ist ein einmotoriges, zweisitziges sowjetisches Experimentalflugzeug zur Erforschung von Kanalflügeln. Es trug die offizielle Bezeichnung Isdelije 181 (Erzeugnis 181).

## Geschichte und Konstruktion
Die Antonow An-181 ist ein Experimentalflugzeug, das vom OKB Antonow in Kiew Ende der 1980er-Jahre gebaut wurde. Aufgrund des Zusammenbruchs der Sowjetunion wurde das Projekt wegen fehlender Finanzmittel abgebrochen. Ein interessantes Merkmal des Flugzeuges sind seine ungewöhnlichen bogenförmigen Flügel, die sogenannten Kanalflügel. Das Flugzeug hat zwei Sitzplätze nebeneinander, ein konventionelles starres Fahrwerk, ein V-Leitwerk und eine Tragfläche in Schulterdeckeranordnung, die im Bereich der Propeller mit einem Kanalflügel versehen ist. Der Antrieb erfolgt über Wellen und Umlenkgetriebe, die die Kraft vom Triebwerk im Rumpf auf die Zweiblattpropeller übertragen. Das Flugzeug erhielt das Luftfahrzeugkennzeichen СССР-190101 und ist im Staatlichen Luftfahrtmuseum der Ukraine ausgestellt. Willard Ray Custer hatte in den USA schon vorher Flugzeuge mit gleichem Flügelkonzept gebaut.

## Technische Daten
| Kenngröße             | Daten                                                       |
| --------------------- | ----------------------------------------------------------- |
| Besatzung             | 2                                                           |
| Länge                 | 7,31 m                                                      |
| Spannweite            | 7,3 m                                                       |
| Höhe                  | 2,5 m                                                       |
| Flügelfläche          | 7 m²                                                        |
| normale Startmasse    | 820 kg                                                      |
| maximale Startmasse   | 900 kg                                                      |
| Triebwerk             | ein Sechszylinder-Reihenmotor AP LOM M337A, 103 kW (140 PS) |
| Propellerdurchmesser  | 1,5 m                                                       |
| Höchstgeschwindigkeit | 225 km/h                                                    |
| praktische Reichweite | 530 km                                                      |
| Dienstgipfelhöhe      | 4200 m                                                      |
| Startstrecke          | 70 m                                                        |
| Landestrecke          | 80 m                                                        |